# Sinfonía n.º 77 (Haydn)

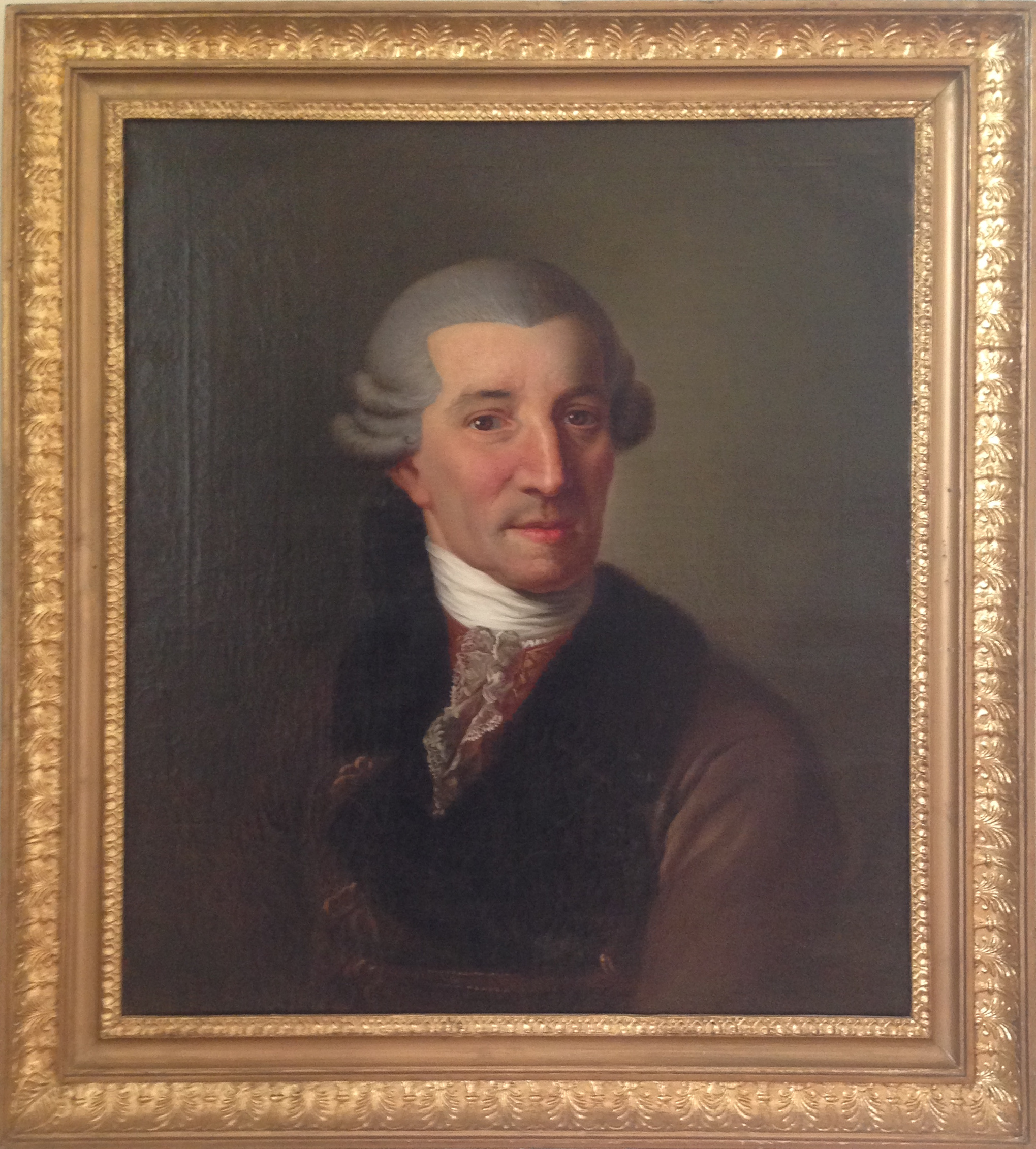
Haydn en 1785.

La Sinfonía n.º 77 en si bemol mayor, Hob. I:77 fue compuesta por Joseph Haydn en 1782.

## Historia
La producción sinfónica del maestro austríaco puede dividirse a grandes rasgos en tres bloques temporales: el primer bloque (1757-1761) se corresponde con su periodo al servicio del conde Carl von Morzin (n.º 1 - n.º 5); el segundo bloque en la corte Esterházy (1761-1790 pero con la última sinfonía para el público de Esterházy en 1781); y el tercer bloque (1782-1795) comprende las Sinfonías de París (n.º 82 - n.º 87) y las Sinfonías de Londres (n.º 93 - n.º 104). El 1 de mayo de 1761 el compositor firmó su contrato como vice-kapellmeister (más tarde kapellmeister) de la familia Esterházy, que nominalmente duró 48 años, hasta su muerte.
La composición de esta pieza se desarrolló en 1782. En este mismo año compuso el trío de las Sinfonías n.º 76, 77 y 78 con motivo de un viaje a Londres que nunca llegó a realizarse, casi una década antes de crear la primera de sus famosas Sinfonías de Londres. El 15 de julio de 1783 el compositor escribió a Boyer, su editor de París, lo siguiente:

«El último año compuse tres sinfonías preciosas, magníficas y de ninguna manera excesivamente largas, orquestadas para dos violines, viola, contrabajo, dos trompas, dos oboes, una flauta y un fagot; pero son demasiado sencillas y con pocas partes en concertante, para los caballeros ingleses, e intenté llevarlas allí para estrenarlas, pero una circunstancia frustró mi plan, por tanto te envió estas tres sinfonías para que las publiques.»

Boyer quería tener derechos en exclusiva sobre las sinfonías, pero Haydn se negó. Se desconoce cuál fue la circunstancia que impidió a Haydn ir a Inglaterra para presentarlas al público británico. Todas ellas son obras de gran calidad, que comparten ciertas similitudes con las doce sinfonías tardías que Haydn acabó llevando a Londres. La n.º 77 está considerada como la obra maestra de este trío. No sabe con certeza lo que sabía Haydn acerca de los gustos ingleses, pero estas tres sinfonías poseen un estilo brillante y elegante típico de compositores como Johann Christian Bach y Carl Friedrich Abel. Como se indica en la carta, los vientos tiene pocos compases en los que no apoyan las cuerdas, solo añaden color.

## Instrumentación
La partitura está escrita para una orquesta formada por:
- Viento madera: 1 flauta, 2 oboes y 2 fagotes.
- Viento metal: 2 trompas.
- Cuerda: una sección de cuerdas con 2 violines, viola, violonchelo y contrabajo.

En cuanto a la participación del clavecín como bajo continuo en las sinfonías de Haydn existen diversas opiniones entre los estudiosos: James Webster se sitúa en contra; Hartmut Haenchen a favor; Jamie James en su artículo para The New York Times presenta diferentes posiciones por parte de Roy Goodman, Christopher Hogwood, H. C. Robbins Landon y James Webster. A partir de 2019 la mayor parte de las orquestas con instrumentos modernos no utiliza el clavecín como continuo. No obstante, existen grabaciones con clavecín en el bajo continuo realizadas por: Trevor Pinnock (Sturm und Drang Symphonies, Archiv, 1989-1990); Nikolaus Harnoncourt (n.º 6–8, Das Alte Werk, 1990); Sigiswald Kuijken (incluidas las Sinfonías de París y Londres; Virgin, 1988-1995); Roy Goodman (Ej. n.º 1-25, 70-78, 82-87; Hyperion, 2002).

## Estructura y análisis
La sinfonía consta de cuatro movimientos:
- I. Vivace, en si bemol mayor 2
2
- II. Andante sostenuto, en fa mayor 3
8
- III. Menuet. Allegro – Trio, en si bemol mayor 3
4
- IV. Finale. Allegro spiritoso, en si bemol mayor 2
4

La interpretación de esta obra dura aproximadamente 20 minutos. Estas tres sinfonías forman un triunvirato fascinantemente variado, que se inicia con la relajada n.º 76, le sigue la idiosincrásica n.º 77 y se clausura con la n.º 78 que es un sombrío e inquietante ensayo en do menor. Según el musicólogo H. C. Robbins Landon es común a las tres obras el estilo "intelectual" de Haydn, en el que los valores estructurales y emocionales están completamente integrados. En la n.º 77 el rasgo común que caracteriza a tres de sus cuatro movimientos son las imitaciones contrapuntísticas que Haydn emplea como método fundamental de trabajo.

### I.Vivace
El primer movimiento, Vivace, está escrito en la tonalidad de si bemol mayor y en compás alla breve. Se trata de una forma sonata-allegro que se articula en torno a dos temas contrastantes, que derivan del mismo ritmo básico. En la exposición los temas son presentados en texturas sencillas, pero en la sección de desarrollo el contrapunto es deliciosamente complejo. El desarrollo empieza con la elaboración del tema principal; las secuencias modulantes se basan en un patrón contrapuntístico más largo en el que el "motivo primario" se superpone "consigo mismo" en un stretto. Una figura idéntica que se inicia con el tema secundario se interrumpe de manera precipitada para dar paso a la repetición. El desarrollo interrumpido se reanuda en la repetición en el lugar adecuado y prosigue.

### II.Andante sostenuto
El segundo movimiento, Andante sostenuto, está en fa mayor y en compás de 3/8. El movimiento lento es una pieza intimista con un sonido de cuerda con sordina y episodios de desarrollo contrastantes. Se basa en un solo tema, que se expone dos veces en la primera sección. Cuenta con pasajes imitativos en los lugares en que reaparece el tema principal. Incluye un curioso deslizamiento cromático a través de un sol bemol. En el tramo de cierre esta idea se amplía en un momentáneo deslizamiento hacia un acorde de re bemol mayor.

### III.Menuet. Allegro– Trio
El tercer movimiento, Menuet. Allegro – Trio, está en si bemol mayor y en compás de 3/4. El minueto presenta un tema sofisticado. El trío sigue el estilo del Ländler, que era una danza campesina austríaca precursora del vals. Como ocurre en general con Haydn, el minueto es un tesoro especial, una miniatura musical en medio de una espléndida sinfonía. Al jugar con los acentos, primero en la parte fuerte y luego en la parte suave del compás, Haydn suspende las leyes de "gravedad" del compás de 3/4 con la mayor naturalidad y representa la torpe danza de una pequeña marioneta ante un público entregado.

### IV.Finale.Allegro spiritoso
El cuarto y último movimiento, Finale. Allegro spiritoso, retoma la tonalidad y el compás es 2/4. El Finale se basa en un solo tema. Su carácter sugiere que podría tratarse de un alegre rondó kehraus, una "danza de despedida" que clausura el final de una temporada. Pero a medida que se desarrolla la pieza queda patente que el movimiento está dispuesto en una forma sonata-allegro basada en un único tema. No pierde por ello su carácter animado. Retoma las cadencias del movimiento inicial, cerrando así el círculo, ya que también aquí el desarrollo a lo largo de tramos considerables se organiza sobre la base de un fugato sobre el motivo principal. Pasa por un breve desarrollo y recapitulación hasta una coda cómicamente breve.